# ایه‌یاسو، چه خواهی کرد؟
ایه‌یاسو، چه خواهی کرد؟ (به ژاپنی: どうする家康) یک مجموعه تلویزیونی درام تاریخی ژاپنی یا جیدایگکی با بازی جون ماتسوموتو در نقش توکوگاوا ایه‌یاسو است. این سریال شصت و دومین قسمت از مجموعه تلویزیونی تایگا در ان‌اچ‌کی است.

## بازیگران

### با ایفای نقش
- جون ماتسوموتو در نقش توکوگاوا ایه‌یاسو
  - واکو کاواگوچی در نقش تاکه چیو (آیه یاسوی جوان)

### خاندان توکوگاوا
- کاسومی آریمورا در نقش تسوکی‌یاما-دونو، همسر اول توکوگاوا ایه‌یاسو
  - سیکو اوتسومی در نقش سنا
- ناناکو ماتسوشیما در نقش اودای نو کاتا، مادر توکوگاوا ایه‌یاسو
- کیسوکه ایدا در نقش ماتسودایرا هیروتادا، پدر توکوگاوا ایه‌یاسو
- آلیس هیروز در نقش سایگو-نو-تسوبونه
- ریهیتو شیگه ماتسو در نقش توکوگاوا هیده‌تادا
- آئوتو ایچیمورا در نقش ماتسودایرا تادایوشی
- کاناتا هوسودا در نقش ماتسودایرا نوبویاسو
  - ماهورو تراجیما در نقش تاکه چیو (نوبویاسوی جوان)
- شیروئی کوبو (نوگیزاکا ۴۶) در نقش توکوهیمه
  - ناتسوکی ماتسوئوکا در نقش گوتوکوی جوان
- آمی توئوما در نقش کامه هیمه
  - هونوئکا یوشیدا در نقش کامه هیمه جوان
- نائو اوموری در نقش ساکای تاداتسوگو
- یوتاکا ماتسوشیگه در نقش ایشیکاوا کازوماسا
- یوکی یامادا در نقش هوندا تاداکاتسو
- کنیچی ماتسویاما در نقش هوندا ماسانوبو
- یوسوکه سوگینو در نقش ساکاکی‌بارا یاسوماسا
- ریهیتو ایتاگاکی در نقش ای نائوماسا
- ایسه اوگاتا در نقش توری تادایوشی
- تاکوما اوتوئو در نقش توری موتوتادا
- شینیا کوته در نقش اوکوبو تادایو
- دای اوکابا (هاناکو) در نقش هیراایوا چیکایوشی
- تاکایوکی یامادا در نقش هاتوری هانزو
- ماساهیرو کوموتو در نقش ناتسومه یوشینوبو
- کازوکی نامیئوکا در نقش هوندا تادازانه
- سابارو کیمورا در نقش واتانابه موریتسونا
- تتسویا چیبا در نقش اونه زومی
- ماریکا ماتسوموتو در نقش اونا-اونه زومی
- کازوئو کاواباتا در نقش آناگوما
- تسوباکی نکوزه در نقش تویو
- کانا کیتا در نقش اویو
- شوری ناکامورا در نقش میو
- رنا ماتسویی در نقش اومان
- کاتسویا مایگوما در نقش اوکا یاشیرو
- کنتا نیتادر نقش بان یوشیچیرو
- تاکاتو یانه موتو در نقش یامادا هاچیزو

### خاندان ایماگاوا
- نومورا مانسائی در نقش ایماگاوا یوشیموتو
- جونپی میزوباتا در نقش ایماگاوا اوجیزانه
  - کوئون کازومی در نقش تاتسوئو-مارو (اوجیزانه جوان)
- میرائی شیدا در نقش هایاکاوا دونو
- آتسورو واتابه در نقش سکی گوچی اوجیزومی
- میکی مایا در نقش توموئه
- هانا تویوشیما در نقش تانه
- ناگیشا سکیمیزو در نقش اوتازو نو کاتا
- گوتو واتابه در نقش اینوئو تسوراتاتسو
- تورو نوماگوچی در نقش اودونو ناگاترو
- اوتا یوریکاوا در نقش اودونو اوجیناگا
- سرا ایشیدا در نقش اوئدا اوجیتسوگو
- هیرویوکی آمانو در نقش یامادا شینه مون
- کن‌ایچی یاجیما در نقش کیرا یوشی کیرا
- میئو تاناکا در نقش اوکابه موتونوبو

### خاندان اودا
- جون‌ایچی اوکادا در نقش اودا نوبوناگا
  - کیرا میئورا در نقش نوبوناگای جوان
- هیروشی فوجی‌اوکا در نقش اودا نوبوهیده، پدر نوبوناگا
- کیکو کیتاگاوا در نقش اوایچی
  - یووا کامیئورا در نقش اوایچی جوان
- یوشی ساکوئو در نقش آکچی میتسوهیده
- میستوئو یوشیهارا در نقش شیباتا کاتسوایه
- تاته کاوا دانشون در نقش ساکوما نوبوموری
- ساتوشی توکوشیگه در نقش ایکدا تسونه‌اوکی
- کنتا هامانو در نقش اودا نوبوکاتسو
- آکیرا فوکوزاوا در نقش نیوا ناگاهیده
- ریکو اونیشی در نقش موری رانمارو
- نوزومی ماکینو در نقش هیراته ماساهیده

### خاندان تویوتومی
- تسویوشی مورو در نقش تویوتومی هیده‌یوشی
- امی واکوی در نقش کودای این
- آتسوکو تاکاهاتا در نقش اوماندوکورو
- ریوتا ساتو در نقش تویوتومی هیده‌ناگا
- ماهو یامادا در نقش آساهی هیمه
- ناکامورا شیچینوسوکه دوم در نقش ایشیدا میتسوناری
- یاسوشی فوچیکامی در نقش کاتو کیوماسا
- موتوکی فوکامی در نقش فوکوشیما ماسانوری

### خاندان تاکدا
- هیروشی آبه در نقش تاکدا شینگن
- گوردون مائدا در نقش تاکدا کاتسویوری
- ساتوشی هاشیموتو در نقش یاماگاتا ماساکاگه
- سی‌ایچی تانابه در نقش آنایاما نوبوکیمی
- کوتونه فروکاوا در نقش موچیزوکی چیومه، یک میکو و یک کونوایچی

### خاندان سانادا
- کویچی ساتو در نقش سانادا ماسایوکی
- کایتو یوشیمورا در نقش سانادا نوبویوکی
- واتارو هیوگا در نقش سانادا یوکیمورا

### خاندان هوجوی اخیر
- تارو سوروگا در نقش هوجو اوجیماسا
- جون نیشی یاما در نقش هوجو اوجینائو

### دیگران
- کوتارو ساتومی در نقش تویو-شونین
- ایچی کوای اودانجی سوم در نقش کوسی-شونین
- آراتا فوروتا در نقش آشیکاگا یوشی‌آکی، آخرین شوگون از شوگون‌سالاری آشیکاگا
- Yūsuke Ōnuki در نقش آزای ناگاماسا
- آئیی ایتو در نقش آزوکی
- سوسومو تراجیما در نقش میزونو نوبوموتو
- لیلی فرانکی در نقش هیساماتسو توشیکاتسو
- کنتو ناگائو (نانیوا دانشی) در نقش هیساماتسو کاتسوتوشی
- آکیهیرو کاتوتا (توکیو ۰۳) در نقش ماتسودایرا ماساهیسا
- ناکامورا کانکورو ششم در نقش چایا شیروجیرو
- جین شیراسو در نقش اوکودایرا نوبوماسا
- تایئیکو اوکازاکی در نقش توری سونه‌ئمون
- مانامی ایگاشیرا در نقش اوتاما
- ای تنشو در نقش اوفو
- آمانه تنشو در نقش اورین
- ریئه شیباتا در نقش پیرزنی که کوفته می‌فروشد.
- کنجی یاماگامی در نقش تسودا سوگیو
- کازو موراکامی در نقش ماتسوری یوکان